# 33-й окремий штурмовий полк (Україна)
33-й окремий штурмовий полк (33 ОШП) — військове формування Сухопутних військ Збройних сил України чисельністю в полк.
Створений як 33-й окремий штурмовий батальйон. Наприкінці 2024 року вів бої на Покровському напрямку, у грудні переформований на полк. У 2025 році вів бої на Курщині.

## Історія
22 грудня 2023 року був створений 33-й окремий штурмовий батальйон.
33-й окремий штурмовий полк (ОШП) є одним із найбільш ефективних штурмових підрозділів Збройних Сил України. Полк був введений в дію директивою Міністра оборони України та Головнокомандувача ЗСУ від 22.12.2023. Його засновник, Валентин Манько, має нагороду Герой України та особисто вкладає власні кошти у розвиток підрозділу.
З моменту створення 33-й окремий штурмовий полк (ОШП) активно брав участь у бойових діях, демонструючи високу ефективність та маневреність у виконанні завдань.

## Структура
- 3-й штурмовий батальйон[3]

## Бойовий шлях

### Харківська операція
На початковому етапі бойового шляху підрозділ входив до складу ОТУ "Харків". 33-й ОШП здійснив штурм села Глибоке, після чого брав участь в обороні Липців. Визначальним моментом операції стала участь у штурмах Вовчанського агрегатного заводу, що дозволило суттєво ускладнити логістику ворога та позбавити його стратегічно важливого об’єкта.
За успішне виконання бойових завдань у Харківській операції багато бійців 33-го ОШП були нагороджені державними відзнаками.

### Курська операція
Під час Курської операції підрозділ входив до складу ОТУ "Сіверськ" і виконував штурмові дії в районах Суджи, Рубанщини, Михайлівки, Мирного, Кругленького, Крем’яного та Ольгівки. Бійці 33-го ОШП одні з перших, хто заходив у Суджу, відкриваючи новий фронт на території Російської Федерації.
В ході операції підрозділ виконував наступальні та зачистні операції в Мартинівці, Руському Порєчному, Калинівці, а також відбивав ворожі атаки в Журавлях і Камишевці. Після цього штурмовики 33-го полку здійснили активні наступальні дії в районі Нового Путі та Веселого, закріплюючи здобуті позиції.
У ході операції активно застосовувалася тактика маневрених груп: підрозділ використовував аеророзвідку та артилерійську підтримку перед штурмом ворожих позицій. Завдяки високій координації було ліквідовано значні сили противника, зокрема північнокорейських військових, які діяли за радянськими доктринами, що передбачали наступ без маневру.

### Донецький напрямок
Після завершення Курської операції 33-й ОШП був перекинутий на Донецький напрямок, де продовжив виконання бойових завдань у складі тактичної групи "Покровськ". Підрозділ брав участь у штурмах населених пунктів Дальнє, Петрівка, Зелене та брав активну участь у бойових діях поблизу Новотроїцького, Новопустинки, Іванівки, Нового Комара та Піщаного.
Завдяки злагодженим діям підрозділу вдалося прорвати лінії оборони противника. Висока мотивація, бойова підготовка та досвід дозволили 33-му ОШП утримувати ініціативу та завдавати ворогу значних втрат.

### Харківський напрямок
Згодом підрозділ повернувся на Харківщину, де продовжив виконання бойових завдань на Лиманському та Куп’янському напрямках.

### Бої проти північнокорейських військ
33-й ОШП також діяв на Курщині, де брав участь у бойових діях проти північнокорейських військових підрозділів, які були залучені на боці Російської Федерації. Українські штурмовики демонстрували ефективну тактику маневреного бою, що дозволяло їм здобувати тактичні переваги над противником.
12 грудня 2024 року штурмовики батальйону захопили бліндаж окупантів на покровському напрямку.
У грудні 2024 року батальйон переформували на полк у складі Сухопутних військ ЗСУ.
7 січня 2025 року полк показав відео бойової роботи на Курщині.